# Compagnia dei Fratelli della Santa Croce
La Compagnia dei fratelli della Santa Croce fu fondata a Vicenza dal francescano Antonio Pagani nel 1578.

## Storia
Antonio Pagani (1526-1589) delineò nel 1579 la fisionomia della "Compagnia dei Fratelli della SS. Croce", per riunire uomini celibi, desiderosi di seguire Cristo più da vicino, "con cuore indiviso".
Scrisse per loro Gli Ordini della divota Compagnia della Santissima Croce, Venezia 1587, che furono approvati dal vescovo di Vicenza, Michele Priuli e dal cardinale Agostino Valier, visitatore apostolico e Vescovo di Verona.
Questa Compagnia costituisce il "ramo maschile" delle nuove "Fondazioni" di P. Pagani. Sul monte di San Felice ("San Fise", sui Colli Berici, in comune di Arcugnano) esistono ancora una "cella" e dei pozzi, che testimoniano la presenza di Padre Pagani e dei suoi discepoli.
La nota di maggior originalità nella fondazione di Antonio Pagani consisteva nell'aspetto contemplativo valorizzato in se stesso e concepito anche in funzione apostolica.
I Fratelli della S. Croce non emettevano pubblicamente i voti religiosi, come negli Ordini religiosi tradizionali, ma s'impegnavano a viverne lo spirito, facendone le promesse in privato. Questa fisionomia li rendeva più liberi, sottoposti solo al Vescovo e impegnati a vivere in comunione con lui.
Fissarono la loro dimora a Costa Colonna, nel Comune di Arcugnano, (l'attuale Villa Margherita). Adiacente alla villa esiste tuttora una chiesetta dedicata a S. Margherita (di qui l'appellativo di Margheritoni dato ai Fratelli della SS. Croce). L'organizzazione definitiva della Compagnia, quindi, sembra sia da porre nel 1583, data di acquisto della suddetta casa.
La Compagnia sopravvisse fino alla soppressione napoleonica (1810) con alcuni membri, presenti soprattutto negli eremi, nel vicentino e forse anche nel veronese.